# جون برايس ديفيز
جون برايس ديفيز (بالإنجليزية: John Price Davies)‏ (1 يناير 1862 في المملكة المتحدة - 31 مارس 1955 في المملكة المتحدة) هو لاعب كرة قدم بريطاني (وحمل سابقاً جنسية المملكة المتحدة لبريطانيا العظمى وأيرلندا) في مركز الهجوم. شارك مع منتخب ويلز لكرة القدم. أما مع النوادي، فقد لعب مع نادي ريكسهام وDruids F.C. ‏ وCorwen F.C. ‏.

## وصلات خارجية
- جون برايس ديفيز على موقع قاعدة بيانات كرة القدم.إي يو (الإنجليزية)